# 문지원 (시나리오 작가)
문지원(1982년~)은 대한민국의 시나리오 작가이다. 
- 고등학교를 2학년 때 자퇴하고 대안학교를 졸업했다.[1]

- 2002년 감독으로 데뷔했다.[2][3]

- 대한민국 20대 여성의 시각에서 드라마 비평 ‘21살 원이의 드라마 읽기’를 일간스포츠에 2003년부터 2006년까지 연재하고 MBC 시청자 위원으로 참여했다.[4][5]

## 감독
- 2002년: 《바다를 간직하며》
- 2003년: 《헬멧》
- 2006년: 《창문 너머 별》
- 2009년: 《Written on the Body》[6]

## 극본

### 드라마
- 2022년: ENA 드라마 《이상한 변호사 우영우》(집필)

### 영화
- 2019년: 영화 《증인》(각본)

## 수상
- 2005년: 제7회 서울국제여성영화제 if상[7]
- 2009년: 제9회 서울국제뉴미디어페스티벌 최고구애상[8]
- 2009년: 제6회 서울국제실험영화페스티벌 Avid Award[9]
- 2016년: 제5회 롯데 시나리오 공모대전 대상[10]
- 2022년 제8회 에이판 스타 어워즈 작가상

## 학력
- 2003년 12월 하자작업장학교 영상디자인학과 졸업[11][5]